# Stazione di Berlino-Friedrichshagen
La stazione di Berlino-Friedrichshagen (in tedesco Berlin-Friedrichshagen) è una stazione ferroviaria di Berlino, sita nel quartiere omonimo. È posta sotto tutela monumentale (Denkmalschutz).

## Movimento
La stazione è servita dalla linea S 3 della S-Bahn.

## Interscambi
- Fermata tram (S Friedrichshagen, linee 60 e 61)[3]
- Fermata tram (S Friedrichshagen, linea 88)[4]